# Puskás, a musical
A Puskás, a musical a Galambos Attila, Szente Vajk és Juhász Levente által írt musical, amely Puskás Ferenc, világhírű magyar labdarúgó életéről szól. Az ősbemutatójára 2020. augusztus 20-án került sor az Erkel Színházban Szente Vajk rendezésében. 22 színész, 60 táncos, 30 gyerekszínész lép színpadra a produkcióban. A két bemutató előadást álló taps fogadta.

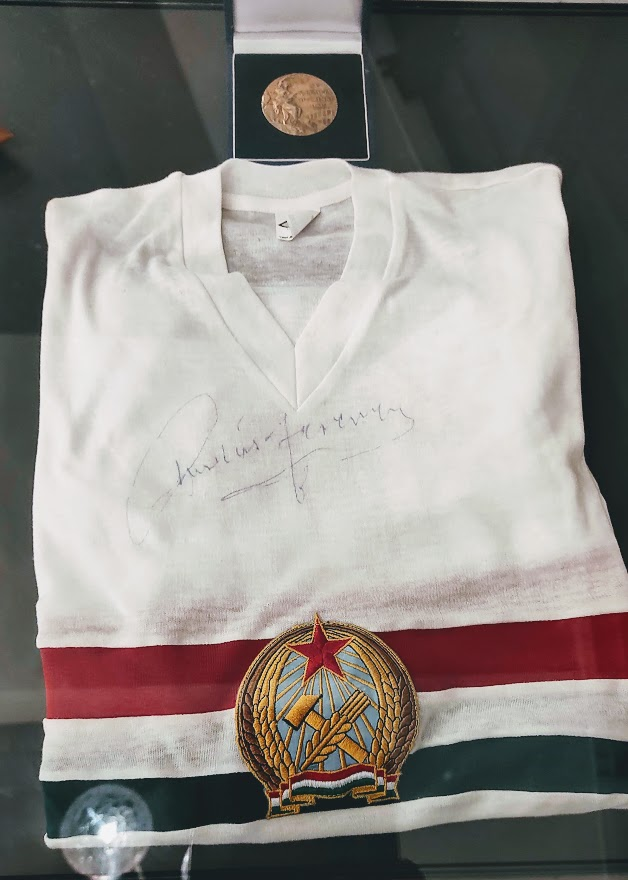
Puskás Ferenc által dedikált 1950-es évekbeli mez

Az eredeti tervek szerint 5 000 ember előtt a Hősök terén mutatták volna be a darabot, erre azonban a COVID járvány miatt nem volt lehetőség. 2020 szeptemberében bejelentették, hogy az év novemberben 15 előadással tér vissza a musical. A másodszereposztás szükségessége miatt egy castingot is hirdettek. A járvány miatt az előadásokat nem tudták megtartani. 2021 júniusában a Margitszigeti Szabadtéri Színpadon tért vissza a darab a közönség elé.

## Az ősbemutató (2020)

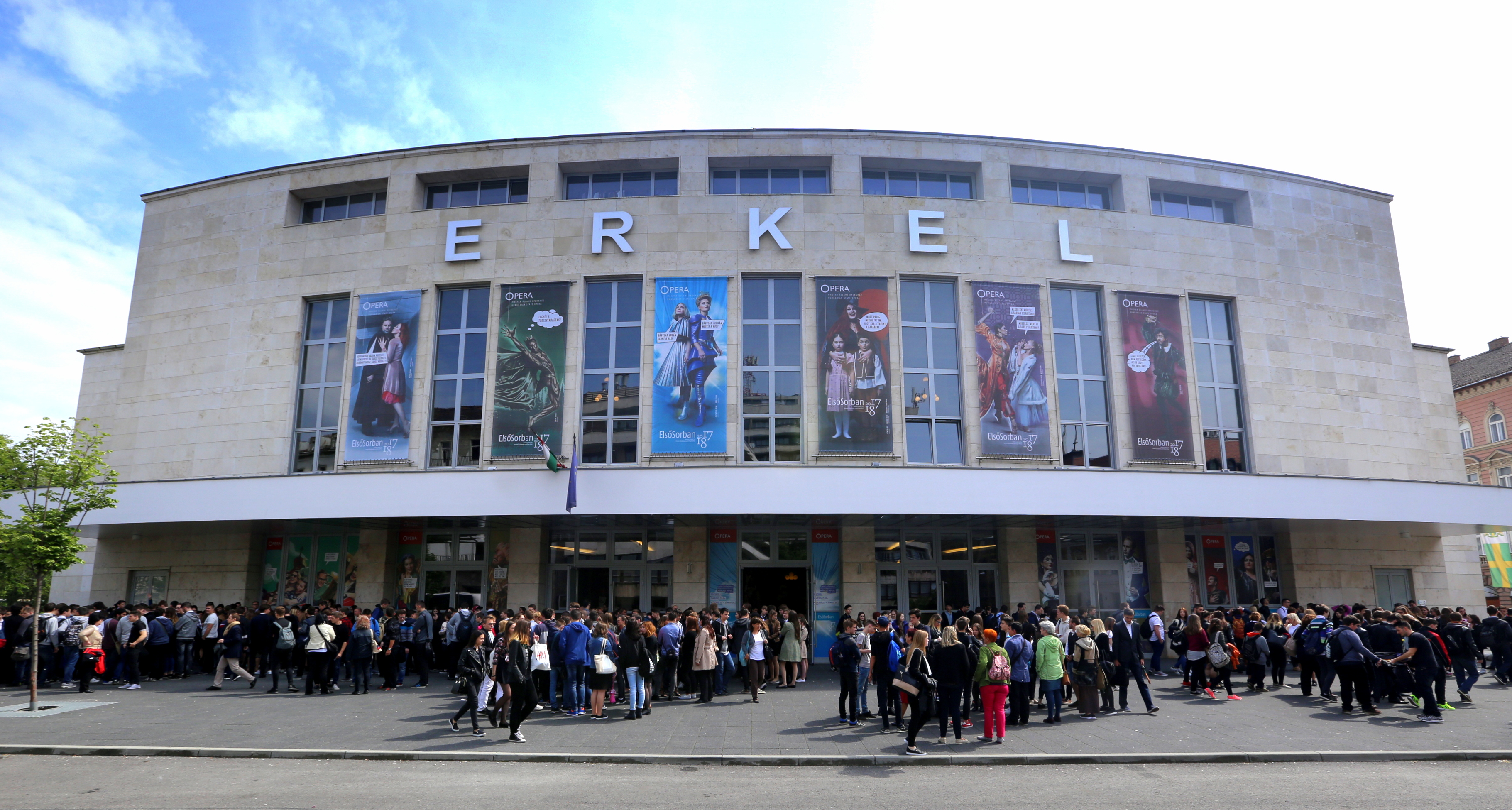
Az Erkel Színház, az ősbemutató helyszíne

### Történet
„1937. Magyarország. Rongylabda hull az égből a színpadra. Pattog a földön, egy tízéves gyermek állítja meg a mozgását. Majd újabb labdák hullanak, és hirtelen tizenegy gyermek áll előttünk. A későbbi, legendás Aranycsapat tagjai, akik ekkor még nem tudják, de meg fogják változtatni Magyarország sporttörténelmét. Közülük is kitűnik két srác: Bozsik és Puskás. Bozsik betöltötte a tizenkettőt, így a Kispesti AC leigazolja őt a kölyökcsapatába. Puskás ezt hallva akcióba lendül és addig könyörög a klub intézőjének, amíg hamis igazolással, Kovács Miklós néven be nem veszik őt is a csapatba. Most már mind a ketten a Kispest játékosai. Elhatározzák, hogy örökre barátok maradnak, bármi történjék is.
Kirobban a második világháború, Budapestet bombázzák. A srácok időközben felnőttek, Puskás és Bozsik immár a Kispest nagy csapatának a tagjai.
Máris 1945 nyarán járunk, Öcsi levelet kap. Válogatott lesz mindössze tizennyolc évesen. A mérkőzés 12. perce hozza el a fordulópontot: Puskás megszerzi első gólját a válogatottban. 
Ez egyúttal az előadás 12. perce is, és hol vagyunk még az olyan kiemelkedő eseményektől, mint az 1952-es helsinki olimpia, ahol az Aranycsapat összeállt, vagy a Wembley Stadionban lezajlott mérkőzés, az évszázad meccse, azaz a legendás 6:3. Az előadás mindezeket természetesen megmutatja, ugyanúgy, ahogy az 1954-es vébé döntőjét, aminek elvesztése közrejátszhatott két évvel később a forradalom kirobbanásában. A darab végére eljutunk egészen 1960-ig, amikor Puskás immár spanyol mezben négy gólt lő Glasgow-ban a BEK-döntőn, és ezzel ma is élő rekordot állít fel.”

– A musical hivatalos honlapja

### Alkotók
- Producer: Szabó László, a Magyar Paralimpiai Bizottság és a Magyar Sakkszövetség elnöke, az Év Sportolója Gála kreatív producere
- Rendező: Szente Vajk
- Szövegíró: Galambos Attila, Szente Vajk
- Zeneszerző: Juhász Levente
- Koreográfus: Túri Lajos Péter
- Díszlettervező: Rákay Tamás
- Jelmeztervező: Kovács Yvette Alida
- Zenei vezető: Károly Katalin
- Szakértő: Szőllösi György, a Nemzeti Sport és a Four Four Two főszerkesztője, a Magyar Sportújságírók Szövetségének elnöke, Puskás-ügyek és a magyar futballhagyomány hivatalos nagykövete, a Puskás életrajz írója.
- Kommunikációs vezető: Szerencsi Éva

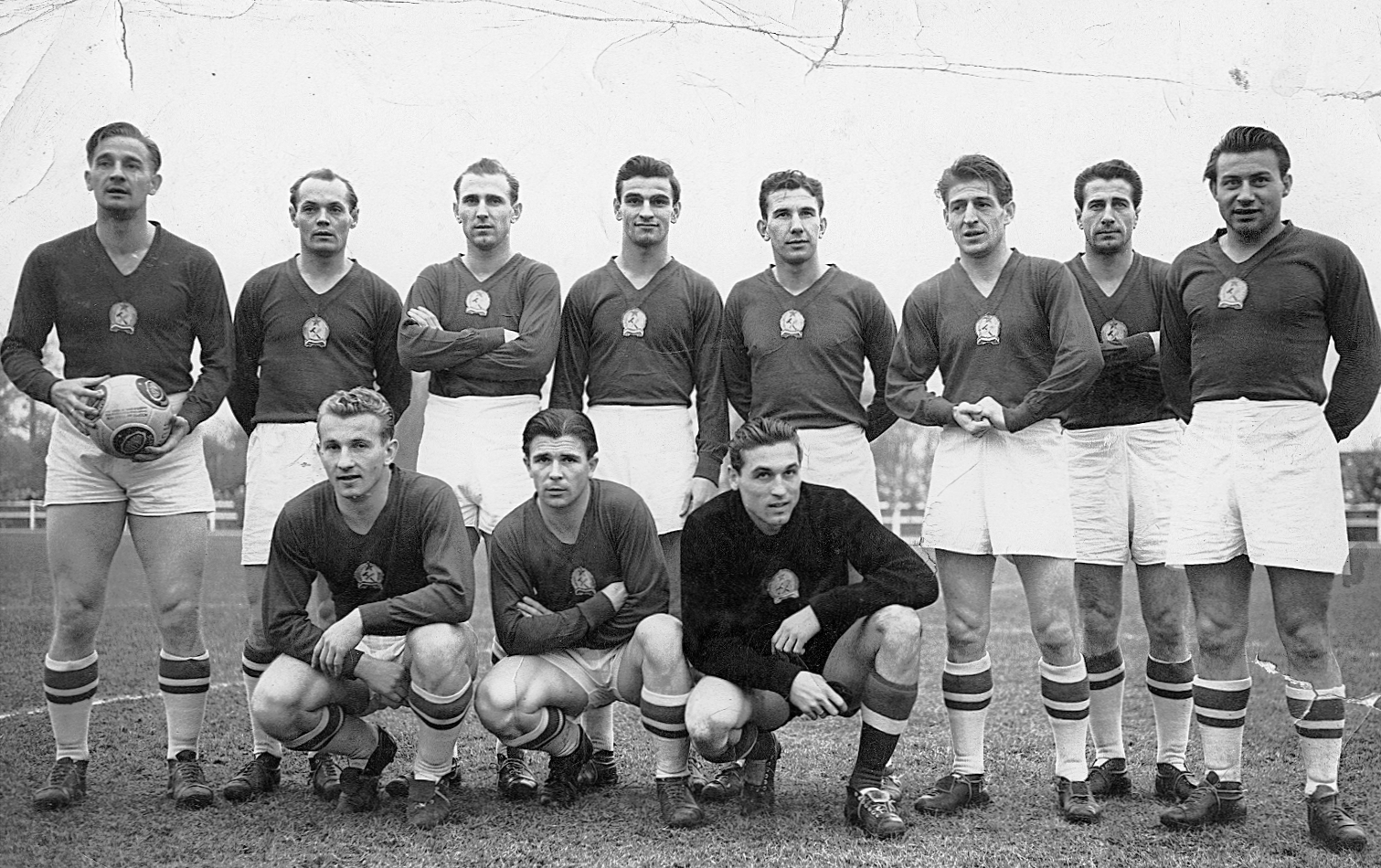
Az Aranycsapat: Lóránt Gyula, Buzánszky Jenő, Hidegkúti Nándor, Kocsis Sándor, Zakariás József, Czibor Zoltán, Bozsik József, Budai II László, guggol- Lantos Mihály, Puskás Ferenc, Grosics Gyula

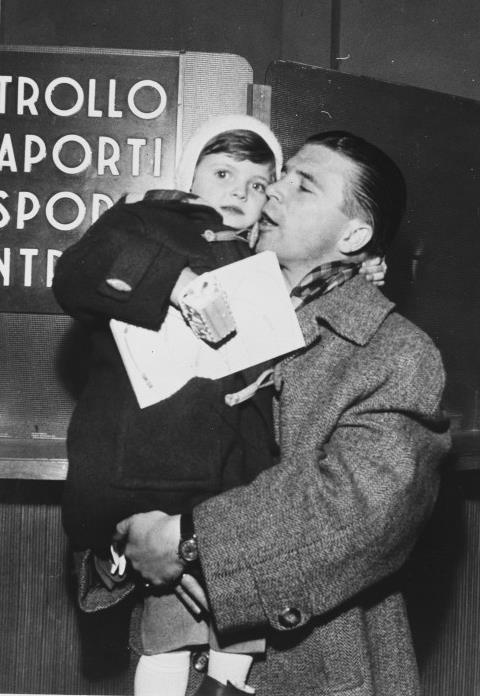
Puskás Ferenc kislányával, Anikóval

- Rendezőasszisztens: Hűbér Tünde

### Szereplők

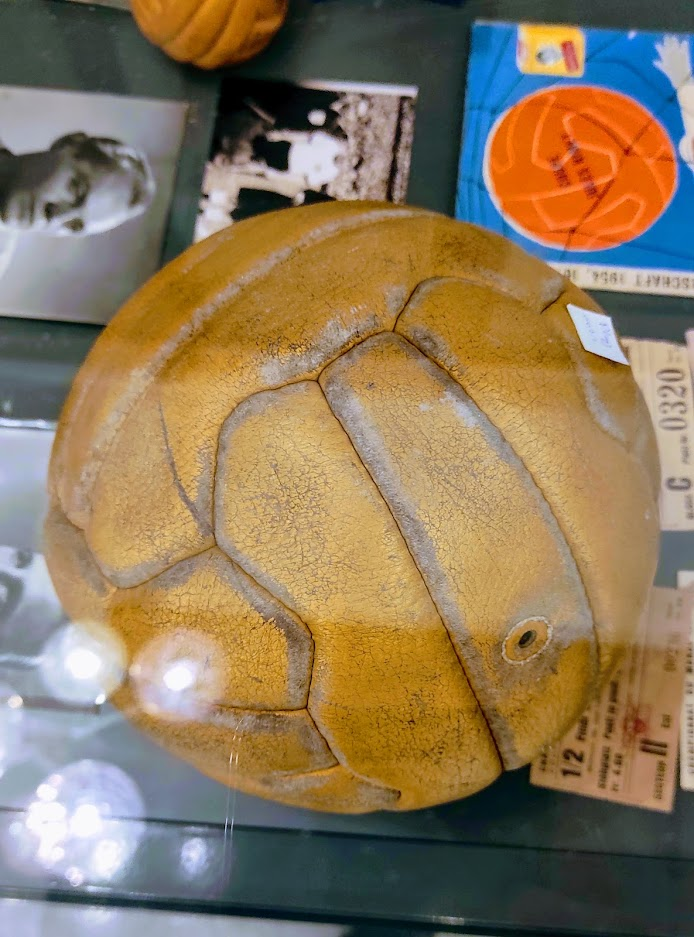
Futball labda az 1950-es évekből

| Szereplő                                                                                   | Eredeti szereposztás (2020. augusztus–) | Második szereposztás (2020. november–)                        | Győri Nemzeti Színház (bemutató: 2021. december 11.)                           |
|                                                                                            | Erkel Színház                           | Erkel Színház                                                 |                                                                                |
| ------------------------------------------------------------------------------------------ | --------------------------------------- | ------------------------------------------------------------- | ------------------------------------------------------------------------------ |
| Puskás Ferenc                                                                              | Veréb Tamás                             | Kocsis Dénes                                                  | Veréb Tamás / Pásztor Ádám                                                     |
| Bozsik József                                                                              | Fehér Tibor                             | Orth Péter / Hajdu Tibor                                      | Hajdu Tibor                                                                    |
| Czibor Zoltán                                                                              | Ember Márk                              | Pesák Ádám                                                    | Pásztor Ádám / Pesák Ádám / Ember Márk                                         |
| Kocsis Sándor                                                                              | Cseh Dávid Péter                        | Imre Roland / Kovács Richárd                                  | Kurucz Dániel                                                                  |
| Grosics Gyula                                                                              | Berettyán Nándor                        | Angler Balázs / Kovács Richárd                                | Kolnai Kovács Gergely                                                          |
| Zakariás József                                                                            | Pásztor Ádám                            | Horváth Dániel                                                | Karácsony Gergely / Kovács Péter                                               |
| Farkas Mihály                                                                              | Nagy Sándor                             | Nemcsák Károly / Fejszés Attila / Barabás Kiss Zoltán         | Fejszés Attila                                                                 |
| Östreicher Emil                                                                            | Szerednyey Béla                         | Peller Károly / Vincze Gábor Péter                            | Vincze Gábor Péter                                                             |
| Szepesi György                                                                             | Harsányi Levente                        | Gundel Takács Gábor / Bródy Norbert                           | Bródy Norbert                                                                  |
| Sebes Gusztáv                                                                              | Cseke Péter                             | Bakos-Kiss Gábor                                              | Pörneczi Attila                                                                |
| Hunyadvári Erzsébet                                                                        | Kovács Gyopár                           | Simon Panna / Jenes Kitti                                     | Jenes Kitti                                                                    |
| Vörös elvtárs                                                                              | Szabó P. Szilveszter                    | Chajnóczki Balázs                                             | Nagy Balázs                                                                    |
| Klára                                                                                      | Gubik Petra                             | Becz Bernadett / Stéphanie Schlesser                          | Stéphanie Schlesser / Becz Bernadett / Török Anna                              |
| Bíró Margit                                                                                | Náray Erika                             | Katz Zsófia                                                   | Molnár Judit / Molnár Ágnes                                                    |
| Id. Purczeld Ferenc                                                                        | Barabás-Kiss Zoltán                     | Barát Attila                                                  | Molnár Erik                                                                    |
| Alfredo Di Stefano                                                                         | Nagy Balázs                             | Juhász Levente                                                | Juhász Levente                                                                 |
| Rendőr                                                                                     |                                         |                                                               | Fehér Ákos                                                                     |
| Riporter                                                                                   |                                         |                                                               | Bede-Fazekas Csaba                                                             |
| Gyerek Puskás                                                                              |                                         |                                                               | Bujtár Dominik                                                                 |
| Rikkancs                                                                                   |                                         |                                                               | Zakariás Benedek                                                               |
| Gyermek Bozsik                                                                             |                                         |                                                               | Mészáros Mátyás                                                                |
| Szűcs Nándi bácsi                                                                          |                                         |                                                               | Forró Attila / Kalivoda Imre                                                   |
| Titkárnő                                                                                   |                                         |                                                               | Sashalmi Ági                                                                   |
| Lányok                                                                                     |                                         |                                                               | Losonc Maya / Haszonics Anett / Bogisich-Deli Júlia / Balogh Adél / Varga Nóra |
| Táncművészek                                                                               |                                         |                                                               |                                                                                |
| Budai László                                                                               | Kovács Péter                            | Tarlós Ferenc / Rovó Péter                                    | Rovó Péter                                                                     |
| Buzánszky Jenő                                                                             | Baranya Dávid                           | Lugosi Fábián / Bíró Márton                                   | Biró Márton                                                                    |
| Hidegkuti Nándor                                                                           | Solner Dániel                           | Túri Lajos Péter / Szabó Gergő                                | Solner Dániel / Kenyeres Bendegúz / Túri Lajos Péter / Szabó Gergő             |
| Lantos Mihály                                                                              | Kovács Richárd                          | Kenyeres Bendegúz / Szűcs Csombor                             | Szűcs Csombor                                                                  |
| Lóránt Gyula                                                                               | Illés Zoltán                            | Hermann Bertold / Katona Zoltán / Bíró Márton / Szűcs Csombor | Katona Zoltán                                                                  |
| Egyéb szereplők                                                                            |                                         |                                                               |                                                                                |
| Balázs Zsófia, Károlyi Krisztián, Kováts Vera, Pethő Dorottya, Vecsei László, Venczli Zóra |                                         |                                                               |                                                                                |

## Egyéb bemutatók
A 2021/2022-es évadban a Győri Nemzeti Színház is műsorára tűzte a musicalt, amelyet szintén Szente Vajk rendezett.

## Dalok listája
| #   | Cím                              | Hossz |
| --- | -------------------------------- | ----- |
| 1.  | Száz nagy gól                    | 2:39  |
| 2.  | Két kis pesti kispesti           | 2:56  |
| 3.  | Béke lesz                        | 2:42  |
| 4.  | Vár egy fényes nap               | 4:07  |
| 5.  | Please dongó                     | 1:38  |
| 6.  | Bízd csak a szíved rám           | 3:04  |
| 7.  | Az életünk árán - Győzni kell    | 3:48  |
| 8.  | Ha hűséges vagy                  | 0:31  |
| 9.  | Két tűz közt                     | 2:48  |
| 10. | Hős leszel                       | 3:07  |
| 11. | Az évszázad mérkőzése            | 5:44  |
| 12. | Vereség                          | 3:07  |
| 13. | Pártpropaganda                   | 3:36  |
| 14. | Vihar előtt                      | 1:40  |
| 15. | Most vagy soha                   | 3:15  |
| 16. | Nagy kirándulás                  | 3:28  |
| 17. | Számkivetett                     | 3:28  |
| 18. | Rövid út az éjszakába            | 3:12  |
| 19. | Ha hűséges vagy - repríz         | 1:44  |
| 20. | Hazte campeón                    | 3:01  |
| 21. | Az aranycsapat emlékezete        | 6:20  |
| 22. | Te is mutathatsz példát - Finálé | 3:38  |